# Ussalgin
Der Ussalgin (russisch Усалгин, wiss. Transliteration: Usalgin), auch Ussolgin (russisch Усолгин), ist ein 142 km langer Zufluss des Ochotskischen Meeres in der Region Chabarowsk im Fernen Osten Russlands.

## Flusslauf
Der Ussalgin verläuft im äußersten Osten des Rajons Tuguro-Tschumikanski. Er entspringt in einem 400 m hohen Höhenrücken an der Grenze zum Rajon imeni Poliny Ossipenko. Von dort fließt er in überwiegend ostnordöstlicher Richtung durch eine Niederung zur Nikolajabucht. Diese bildet eine tiefe Seitenbucht der Akademiebucht an der Westküste des Ochotskischen Meeres. Der Ussalgin weist ein stark mäandrierendes Verhalten mit unzähligen engen Flussschlingen auf. Er mündet schließlich in das südwestliche Kopfende der Nikolajabucht. Die Flussmündung befindet sich 100 km östlich des Dorfes Tugur.

## Hydrologie
Der Ussalgin entwässert ein Areal von 2420 km². Der Fluss ist in den Wintermonaten gefroren.

## Fischfauna
Im Ussalgin kommen Ketalachse vor. Diese wandern in den Sommermonaten den Fluss hinauf zu ihren Laichplätzen. Zwischen Mitte Juli und Anfang August findet der Höhepunkt der Lachswanderung statt.